# プロドゥア・ビバ
ビバ（VIVA）は、マレーシアの自動車メーカー、プロドゥアによって製造されていた小型ハッチバック車である。

## 概要

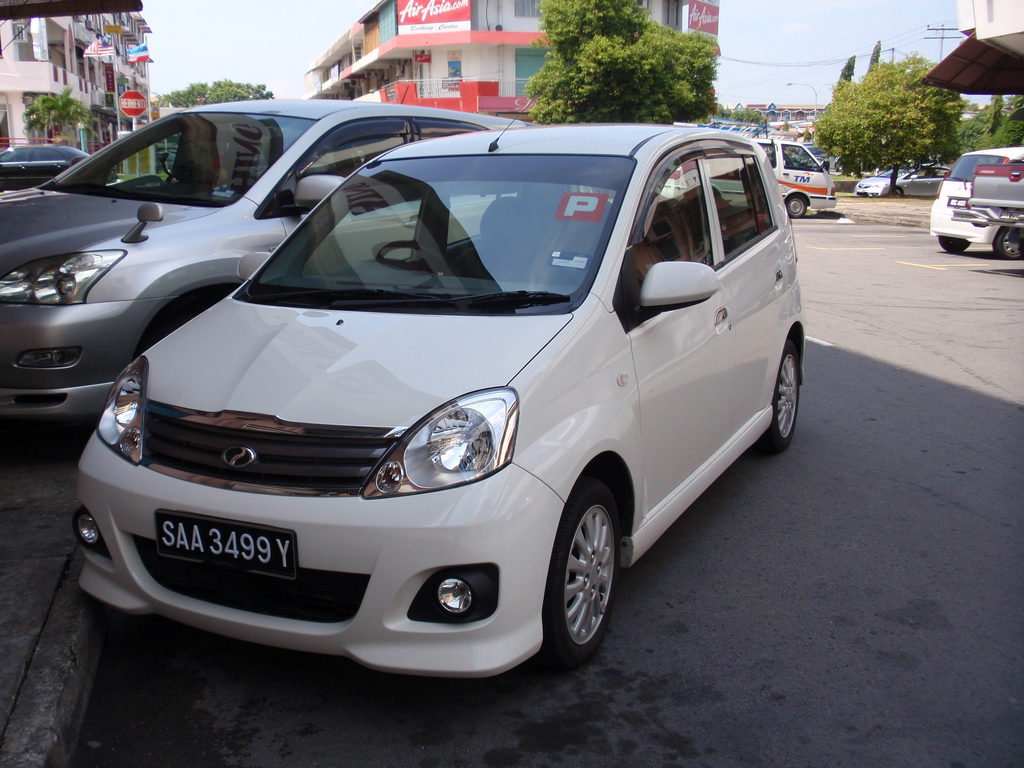
エリート

2007年5月10日に同社のクリサの後継車として発売。当初はカンチルの後継車としての役割も担う計画であったが、カンチルについてはビバ発売後もしばらく生産が継続された。6代目ダイハツ・ミラ（L250系）をベースに開発され、前後のデザインは大幅に変更された。また、ミラと比較すると、全長・全高共に増加している。
サスペンションは前部にマクファーソンストラット式サスペンションが、後部にトーションビーム式サスペンションが採用された。
エンジンは水冷直列3気筒 DOHC DVVTの、659cc EF-VE型、847cc ED-VE型、989cc EJ-VE型の3種が搭載され、5速マニュアルトランスミッションまたは4速オートマチックトランスミッションが組み合わせられる。また、パワーステアリングについては1Lエンジン搭載車にのみ装備された。
2009年7月23日、ラインアップの変更が行われ、最廉価グレードの660 BXと最上位グレードの「エリート」 (Elite) シリーズが追加された。660 BXは同年7月20日に生産が終了したカンチルの後継を担う。一方、エリートはノーマルのビバとは異なるフロントマスクが与えられ、内外装に高級感をもたせている。
2014年9月を以って販売終了。実質的な後継車種はアジアとなる。
前期型

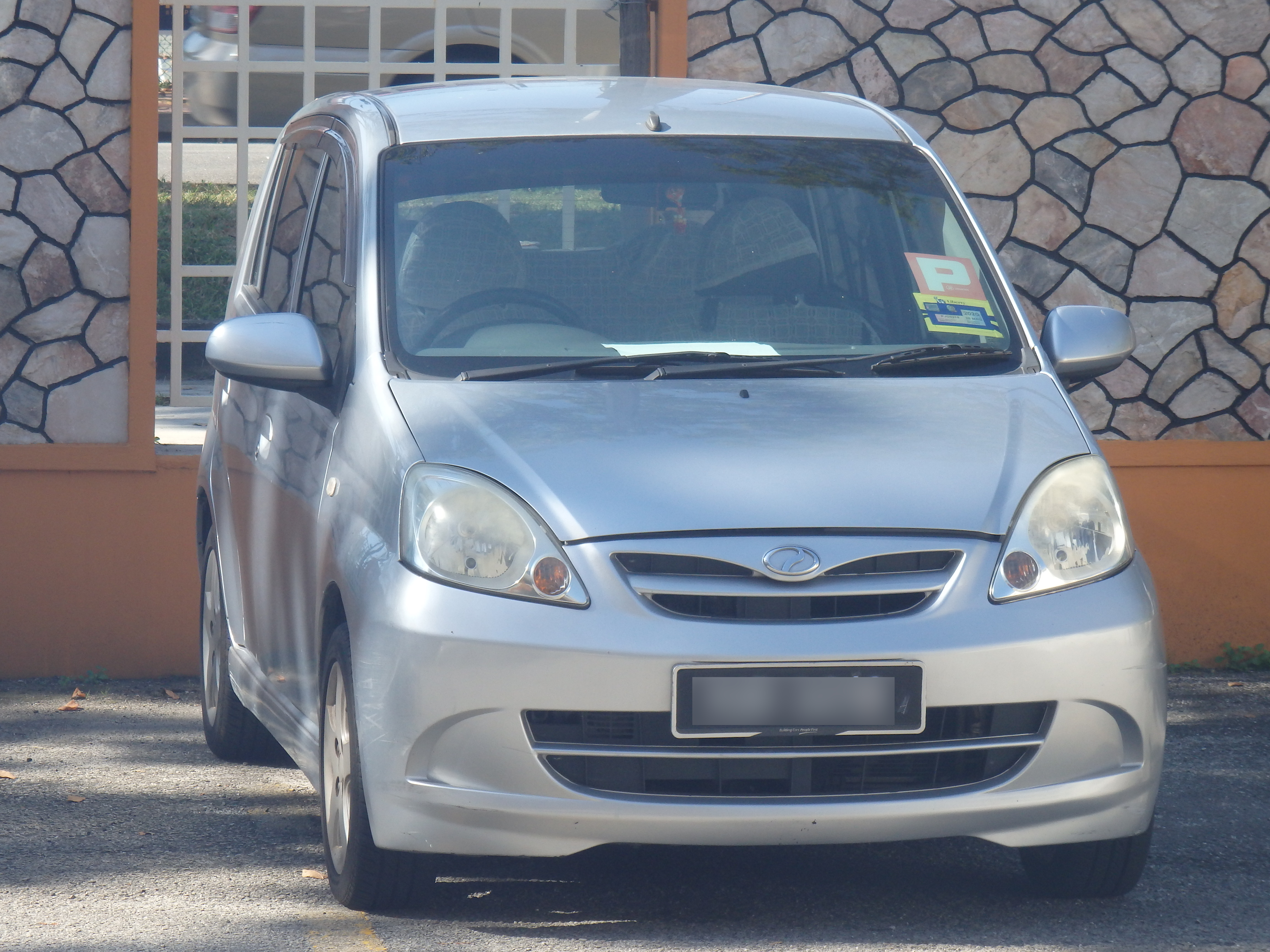
エリート（フロント）
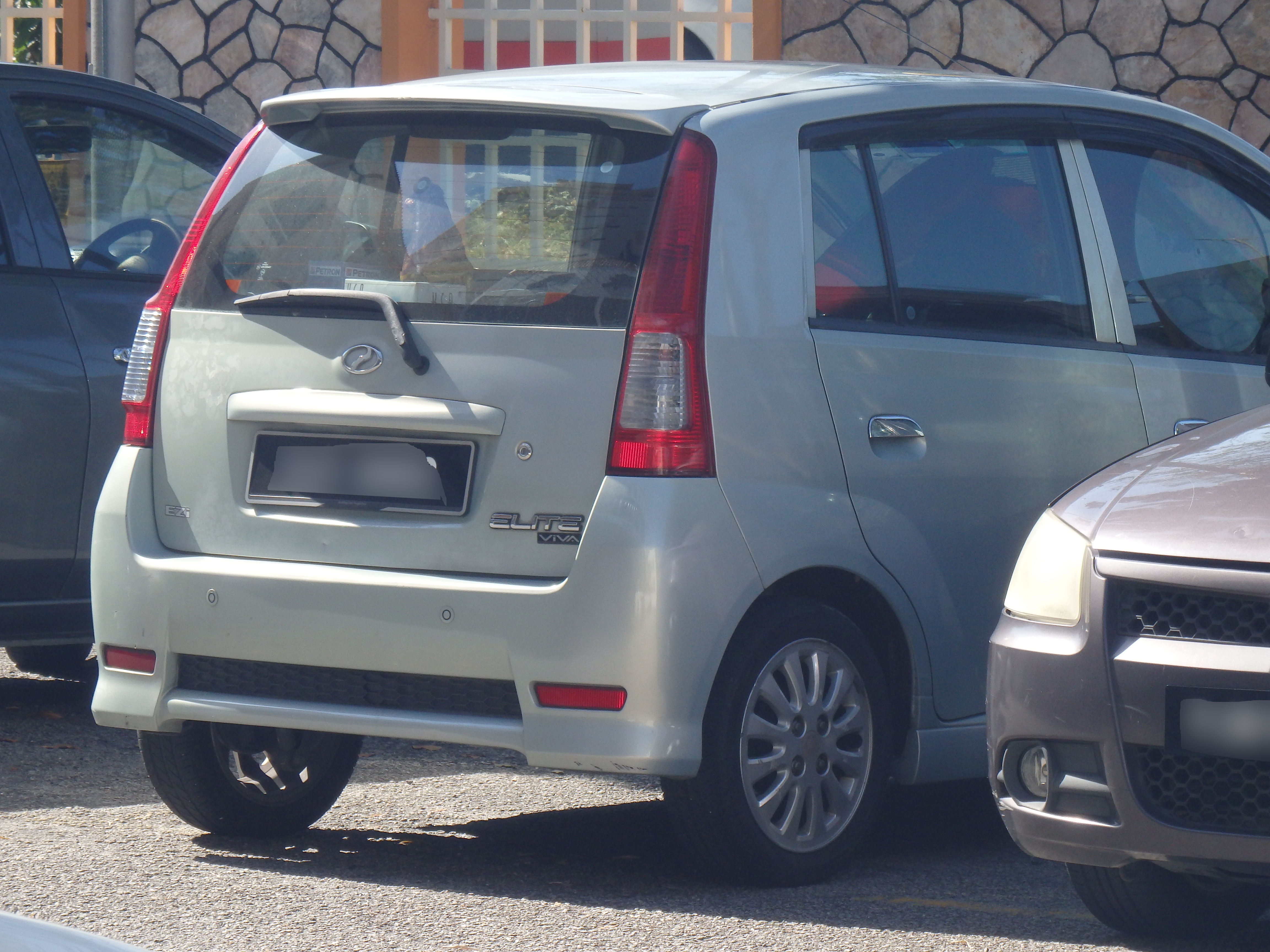
エリート（リア）

後期型
- エリート

## 車名の由来
「VIVA」はイタリア語に由来し、Vivaは「長生き」を意味する。また、「生活や人生に対する拍手喝采、賞賛」という由来もある。